# Beata Messyasz
Beata Iwona Messyasz (ur. 1966 r.) – polska biolog, dr hab. nauk biologicznych, profesor nadzwyczajny Instytutu Biologii Środowiska i dziekan Wydziału Biologii Uniwersytetu im. Adama Mickiewicza w Poznaniu.

## Życiorys
W 1991 roku obroniła pracę magisterską i rozpoczęła pracę w Zakładzie Hydrobiologii Wydziału Biologii UAM. 22 września 1999 obroniła pracę doktorską Zależności między fitoplanktonem a elementami fizyczno-chemicznymi sześciu jezior Strugi Gołanieckiej, 28 listopada 2014 habilitowała się na podstawie oceny dorobku naukowego i pracy zatytułowanej Czynniki determinujące proces kształtowania się zbiorowisk fitosestonu w małych rzekach nizinnych. Została zatrudniona na stanowisku adiunkta w Instytucie Biologii Środowiska na Wydziale Biologii Uniwersytetu im. Adama Mickiewicza w Poznaniu.
Pełni funkcję profesora nadzwyczajnego Instytutu Biologii Środowiska i prodziekana Wydziału Biologii Uniwersytetu im. Adama Mickiewicza w Poznaniu.

## Publikacje
- 2001: Horizontal Differentation of Phytoplankton Algae at the Intersection of the Wełna and Nielba Rivers (Poland)[1]
- 2002: Zbiorowisko z Planktothrix agardhii w hypertroficznych jeziorach Wielkopolski, XXI Międzynarodowa Konferencja Sekcji Fykologicznej Polskiego Towarzystwa Botanicznego: Glony różnych ekosystemów. Problemy ochrony, ekologii i taksonomii, 13–16 czerwca, Sosnówka Górna – Karpacz[1]
- 2009: Różnorodność gatunkowa sinic i glonów planktonowych jezior Wielkopolskiego Parku Narodowego[1]
- 2009: Enteromorpha (Chlorophyta) populations in the Nielba River and Lake Laskownickie[1]
- 2017: Valuable natural products from marine and freshwater macroalgae obtained from supercritical fluid extracts[1]